# Yes, I’m a Witch
Yes, I’m a Witch ist das erste eigenständige Remixalbum von Yoko Ono. Gleichzeitig ist es einschließlich der drei Avantgarde-Alben sowie Some Time in New York City, Double Fantasy, Milk and Honey und zweier Interviewalben mit ihrem Ehemann John Lennon, zweier Kompilationsalben und des Live-Albums der Plastic Ono Band das insgesamt zweiundzwanzigste Album Yoko Onos. Es wurde am 6. Februar 2007 in den USA und am 19. Februar 2007 in Großbritannien veröffentlicht.

## Entstehungsgeschichte

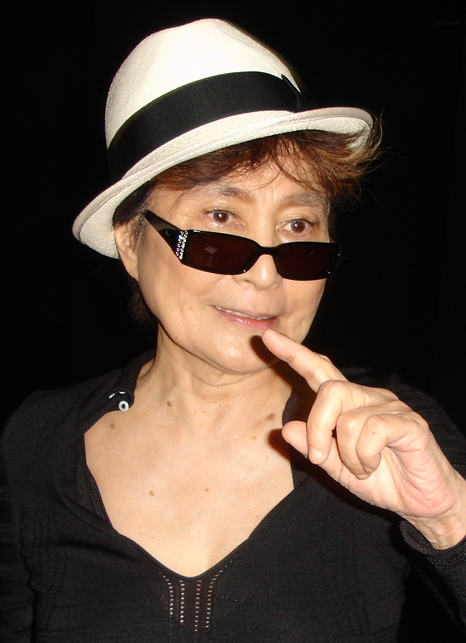
Yoko Ono, 2007

Im Jahr 1980 planten Yoko Ono und John Lennon, eine Yoko Ono-EP mit dem Titel Yoko Only zu veröffentlichen, die folgende Titel enthalten sollte: Walking on Thin Ice sowie Remixe von Open Your Box, Kiss Kiss Kiss und Every Man Has a Woman Who Loves Him. Das Vorhaben wurde in dieser Form nicht mehr realisiert.
Ab dem Jahr 2001 mischten Remixer, so zum Beispiel Pet Shop Boys, Orange Factory, Peter Rauhofer und Danny Tenaglia verschiedene Lieder von Yoko Ono neu ab, wobei darauf geachtet wurde, dass die Remixe „tanzbar“ sind und in Discotheken eingesetzt werden können. Bei den Abmischungen wurde die ursprüngliche Instrumentierung oft durch Neuinstrumentierungen ergänzt oder sogar ersetzt. Der Name Yoko Ono wurde auf ONO verkürzt.
Im April 2003 erreichte der Remix von Walking on Thin Ice die Nummer-eins-Position der Billboard’s Dance/Club Play Charts der USA. Bis zum Jahr 2015 hatte Yoko Ono insgesamt elf Nummer-eins-Hits sowie fünf weitere Top-Ten-Hits in den Billboard-Dance-Charts.
Für Yes, I’m a Witch wurde das Prinzip beibehalten. Die unter der Titelliste aufgeführten Künstler verwendeten lediglich den Gesang von Yoko Ono und produzierten die Musik dazu. Das Album enthält aber nicht nur Dance-Remixe, sondern auch Balladen und pop-orientierte Lieder. Bei dem Lied Revelation singt Yoko Ono mit Cat Power im Duett. Als ausführende Produzenten wurden Yoko Ono und Rob Stevens angegeben. Auf der CD wurde wiederum lediglich der Name ONO erwähnt. Ein weiteres Remix-Album mit dem Titel Open Your Box erschien zwei Monate später, im April 2007.

## Cover
Die Covergestaltung erfolgte von Joshua Graver, das Coverfoto stammt von Albert Watson. Der CD liegt ein vierseitiges Faltblatt bei, das Information zum Album enthält.

## Titelliste
Alle Titel des Albums wurden von Yoko Ono komponiert. Die Remixer der Lieder werden eingeklammert hinter den Titeln aufgeführt.
1. Witch Shocktronica Intro (Hank Shocklee) – 1:47
2. Kiss Kiss Kiss (Peaches) – 3:18
3. O’Oh (Shitake Monkey) – 3:39
4. Everyman Everywoman (Blow Up) – 4:02
5. Sisters, O Sisters (Le Tigre) – 2:47
6. Death of Samantha (Porcupine Tree) – 4:36
7. Rising (DJ Spooky) – 4:14
8. Nobody Sees Me Like You Do (The Apples in Stereo) – 3:57
9. Yes, I’m a Witch (The Brother Brothers) – 3:49
10. Revelations (Cat Power) – 3:52
11. You and I (The Polyphonic Spree) – 3:27
12. Walking on Thin Ice (Jason Pierce of Spiritualized) – 5:07
13. Toyboat (Antony of Antony and The Johnsons & Hahn Rowe) – 4:25
14. Cambridge 1969/2007 (The Flaming Lips) – 5:37
15. I’m Moving On (The Sleepy Jackson) – 4:55
16. Witch Shocktronica Outro (Hank Shocklee) – 0:31
17. Shiranakatta (I Didn’t Know) (Craig Armstrong) – 3:09

## Single-Auskopplungen

### Cambridge 1969/2007
Am 12. Februar 2007 wurde in Großbritannien die 12”-Vinyl-Picture-Disc-Single Cambridge 1969/2007 (Remix) / You And I (Remix) veröffentlicht.

### Kiss, Kiss, Kiss
Als zweite Single wurde in Großbritannien am 12. Februar 2007 die 12”-Vinyl-Picture-Disc-Single Kiss, Kiss, Kiss (Remix) / Everyman Everywoman (Remix) veröffentlicht.

### Walking on Thin Ice
Als dritte Single wurde in Großbritannien am 12. Februar 2007 die 12”-Vinyl-Picture-Disc-Single Walking on Thin Ice (Remix) / Toyboat (Remix) veröffentlicht.

## Chartplatzierungen
Sowohl das Album als auch die drei Singleauskopplungen verfehlten den Einstieg in die offiziellen Hitparaden.